# Filippo Porcari
Filippo Porcari (Fidenza, 28 aprile 1984) è un ex calciatore italiano, di ruolo centrocampista, collaboratore tecnico del Piacenza.

## Carriera

### Club
Esordisce in Serie A il 17 maggio 2003, nella gara vinta per 3-2 dal Parma contro il Piacenza, subentrando al 46' a Sabri Lamouchi.
Nell'estate 2003 viene acquistato dal Milan, che lo gira in prestito al Padova e, nelle due stagioni successive, al Pisa ed al Novara.
Nell'estate 2006 passa, sempre in prestito, all'Avellino, dove resta per due stagioni.
Nell'estate 2008 ritorna, a titolo definitivo, al Novara. Con la squadra piemontese ottiene, in tre anni, la doppia promozione dalla Lega Pro Prima Divisione alla Serie A. Il 13 luglio 2011 rinnova il suo contratto sino al 2014. Segna il suo primo gol in massima serie il 25 settembre successivo in occasione della sconfitta 2-1 contro l'Atalanta.
Il 4 luglio 2012 dopo quattro anni lascia il Novara e passa allo Spezia in cambio di Daniele Buzzegoli. Segna la sua prima rete con i liguri il 30 dicembre nel match contro il L.R. Vicenza direttamente su calcio di punizione. Nella sessione estiva del calciomercato 2013 passa nelle file del Carpi, neopromosso in Serie B. Nella stagione successiva, dopo aver trascinato la squadra emiliana ad una tranquilla salvezza, firma un contratto che legherà in biancorosso fino al 30 giugno 2016, diventando anche il capitano del club emiliano. Nel 2014-2015 conquista sul campo la storica promozione in Serie A vincendo il campionato di Serie B. Il 7 maggio 2015 rinnova il proprio contratto fino al 2017.
Il 28 agosto 2015 viene acquistato a titolo definitivo dal Bari con un contratto biennale. Il 1 febbraio 2016 nello scambio che porta Andrea Lazzari in Puglia, torna a vestire la casacca biancorossa del Carpi in prestito. In seguito alla retrocessione in Serie B, Porcari lascia definitivamente il Carpi dopo aver totalizzato 80 presenze (75 in Serie B, 4 in Serie A e 1 in Coppa Italia) e 1 gol.
Terminata l'esperienza al Bari si trasferisce alla Cremonese, in Lega Pro, a titolo definitivo. Il suo esordio ufficiale con la maglia grigiorossa è nel primo turno di Coppa Italia contro la Fermana, nel quale la Cremonese si impone per 4-3 grazie a una doppietta di Porcari. Esordisce in campionato alla prima giornata nel pareggio esterno per 0-0 contro la Viterbese. Segna il suo terzo ed ultimo gol, unico in campionato, con la Cremonese alla 35ª giornata, nella vittoria per 1-0 sul Prato. Al termine della stagione la squadra vince il proprio girone venendo promossa in Serie B.
Dopo solo una stagione Porcari lascia la Cremonese e si accasa in prestito gratuito alla Triestina, sempre in Serie C. Il suo esordio con la Triestina è alla prima giornata di campionato nel pareggio interno per 1-1 con la Reggiana. Segna il suo unico gol con la maglia degli alabardati alla seconda di campionato contro il Ravenna in trasferta, nella vittoria per 5-1.. Al termine della stagione Porcari fa ritorno alla Cremonese.
Il 18 luglio 2018 viene nuovamente ceduto in prestito dalla Cremonese, stavolta al Piacenza, sempre in Lega Pro. Dopo aver esordito sia in Coppa Italia sia in campionato, il 26 settembre, alla seconda giornata di campionato contro il Gozzano, subisce un infortunio muscolare. Rientrato da qualche giornata dall'infortunio, il 24 febbraio 2019 realizza la sua prima rete in maglia biancorossa nello scontro al vertice contro la Virtus Entella, nella sconfitta per 1-3 in Liguria. Il 30 marzo segna il suo secondo ed ultimo gol con il Piacenza nella larga vittoria per 4-0 in casa contro l'Alessandria. A fine stagione il Piacenza perde la Finale Play-off contro il Trapani (0-0 al Garilli e KO per 2-0 in Sicilia).
Dopo un'esperienza con il Crema in Serie D, scende nuovamente di categoria per accasarsi al Borgo San Donnino, squadra della sua città natale, Fidenza, militante in Eccellenza emiliana. Con i borghigiani ottiene la promozione in Serie D, e dopo una seconda stagione torna nel Piacentino con il Nibbiano&Valtidone.
Il 21 luglio 2023 Porcari entra nello staff tecnico del Piacenza, assumendo il ruolo di collaboratore tecnico del nuovo allenatore Massimo Maccarone. In questo modo il mediano fidentino si ritira dal calcio giocato a 39 anni, dopo aver raccolto in carriera 6 promozioni e oltre 500 presenze tra professionisti e dilettanti.

### Nazionale
Nel 2002 viene convocato 3 volte per nella nazionale Under-19, ottenendo 2 presenze contro i pari età di Turchia e Belgio.

## Statistiche

### Presenze e reti nei club
| Stagione           | Squadra         | Campionato      | Campionato | Campionato | Coppe nazionali | Coppe nazionali | Coppe nazionali | Coppe continentali | Coppe continentali | Coppe continentali | Altre coppe | Altre coppe | Altre coppe | Totale | Totale | Totale |
| Stagione           | Squadra         | Comp            | Pres       | Reti       | Comp            | Pres            | Reti            | Comp               | Pres               | Reti               | Comp        | Pres        | Reti        | Pres   | Reti   |        |
| ------------------ | --------------- | --------------- | ---------- | ---------- | --------------- | --------------- | --------------- | ------------------ | ------------------ | ------------------ | ----------- | ----------- | ----------- | ------ | ------ | ------ |
| 2002-2003          | Parma           | A               | 1          | 0          | CI              | 0               | 0               | -                  | -                  | -                  | -           | -           | -           | 1      | 0      |        |
| 2003-2004          | Padova          | C1              | 11         | 0          | CI-C            | 3               | 0               | -                  | -                  | -                  | -           | -           | -           | 14     | 0      |        |
| 2004-2005          | Pisa            | C1              | 20         | 0          | CI-C            | 5               | 0               | -                  | -                  | -                  | -           | -           | -           | 25     | 0      |        |
| 2005-2006          | Novara          | C1              | 29         | 0          | CI-C            | 1               | 0               | -                  | -                  | -                  | -           | -           | -           | 30     | 0      |        |
| 2006-2007          | Avellino        | C1              | 30+3       | 1          | CI+CI-C         | 1+0             | 0               | -                  | -                  | -                  | -           | -           | -           | 34     | 1      |        |
| 2007-2008          | Avellino        | B               | 31         | 0          | CI              | 1               | 0               | -                  | -                  | -                  | -           | -           | -           | 32     | 0      |        |
| Totale Avellino    | Totale Avellino | Totale Avellino | 61+3       | 1          |                 | 2               | 0               |                    | -                  | -                  |             | -           | -           | 66     | 1      |        |
| 2008-2009          | Novara          | 1D              | 31         | 0          | CI+CI-LP        | 2+3             | 0               | -                  | -                  | -                  | -           | -           | -           | 36     | 0      |        |
| 2009-2010          | Novara          | 1D              | 30         | 0          | CI+CI-LP        | 4+0             | 0               | -                  | -                  | -                  | SdL-1D      | 2           | 0           | 36     | 0      |        |
| 2010-2011          | Novara          | B               | 36+4       | 3          | CI              | 1               | 0               | -                  | -                  | -                  | -           | -           | -           | 41     | 3      |        |
| 2011-2012          | Novara          | A               | 35         | 2          | CI              | 2               | 0               | -                  | -                  | -                  | -           | -           | -           | 37     | 2      |        |
| Totale Novara      | Totale Novara   | Totale Novara   | 161+4      | 5          |                 | 13              | 0               |                    | -                  | -                  |             | 2           | 0           | 180    | 5      |        |
| 2012-2013          | Spezia          | B               | 34         | 2          | CI              | 2               | 0               | -                  | -                  | -                  | -           | -           | -           | 36     | 2      |        |
| ago.-set. 2013     | Spezia          | B               | 1          | 0          | CI              | 1               | 0               | -                  | -                  | -                  | -           | -           | -           | 2      | 0      |        |
| Totale Spezia      | Totale Spezia   | Totale Spezia   | 35         | 2          |                 | 3               | 0               |                    | -                  | -                  |             | -           | -           | 38     | 2      |        |
| set. 2013-2014     | Carpi           | B               | 37         | 1          | CI              | -               | -               | -                  | -                  | -                  | -           | -           | -           | 37     | 1      |        |
| 2014-2015          | Carpi           | B               | 38         | 0          | CI              | 1               | 0               | -                  | -                  | -                  | -           | -           | -           | 39     | 0      |        |
| ago.2015           | Carpi           | A               | 1          | 0          | CI              | 0               | 0               | -                  | -                  | -                  | -           | -           | -           | 1      | 0      |        |
| ago. 2015-feb.2016 | Bari            | B               | 20         | 0          | CI              | -               | -               | -                  | -                  | -                  | -           | -           | -           | 20     | 0      |        |
| feb.2016-giu.2016  | Carpi           | A               | 3          | 0          | CI              | 0               | 0               | -                  | -                  | -                  | -           | -           | -           | 3      | 0      |        |
| Totale Carpi       | Totale Carpi    | Totale Carpi    | 79         | 1          |                 | 1               | 0               |                    | -                  | -                  |             | -           | -           | 80     | 1      |        |
| 2016-2017          | Cremonese       | LP              | 23         | 1          | CI+CI-LP        | 3+1             | 2+0             | -                  | -                  | -                  | SC-LP       | 1           | 0           | 28     | 3      |        |
| 2017-2018          | Triestina       | C               | 32         | 1          | CI+CI-C         | 0+1             | 0               | -                  | -                  | -                  | -           | -           | -           | 33     | 1      |        |
| 2018-2019          | Piacenza        | C               | 20         | 2          | CI+CI-C         | 1+1             | 0               | -                  | -                  | -                  | -           | -           | -           | 22     | 2      |        |
| 2019-2020          | Crema           | D               | 18         | 0          | CI-D            | 3               | 1               | -                  | -                  | -                  | -           | -           | -           | 21     | 1      |        |
| Totale carriera    | Totale carriera | Totale carriera | 481+7      | 13         |                 | 37              | 3               |                    | -                  | -                  |             | 3           | 0           | 528    | 16     |        |

## Palmarès

### Club

#### Competizioni nazionali
- Coppa Italia: 1

Parma: 2002
- Lega Pro Prima Divisione: 1

Novara: 2009-2010
- Supercoppa di Lega di Prima Divisione: 1

Novara: 2010
- Campionato italiano di Serie B: 1

Carpi: 2014-2015
- Lega Pro: 1

Cremonese: 2016-2017